# Schwalm
Schwalm er en flod i Hessen i Tyskland. Den er en af Eders sidefloder fra højre. Floden er 97 km lang. Den har sit udspring nord for Vogelsberg og løber nordover gennem Alsfeld, Schwalmstadt og Borken. Schwalm munder ud i Eder nær Wabern, øst for Fritzlar.
50°37′20″N 9°14′00″Ø / 50.6222°N 9.2333°Ø